# Claudio Zin
Claudio Zin (Bolzano, 11 de noviembre de 1945) es un médico, político y columnista de radio y televisión italiano radicado en Argentina. Fue senador de Italia de 2013 a 2018, representando a los italianos residentes en Sudamérica.

## Biografía
Claudio Zin se desempeñó como senador en la República de Italia, en representación de los ciudadanos italianos en América Latina. Nació en el seno de una familia de clase media judía| sucesor2 = Alejandro Collia en Italia. Llegó al país a los 5 años y volvió con su familia a Italia a los 15, para vivir en Milán, hasta que finalmente regresó y se radicó en Argentina.
Fue un asesor gráfico del diario El Cronista Comercial. Egresó de la Facultad de Medicina de la Universidad de Buenos Aires (UBA) en 1969.En 2020 se hicieron públicos la denuncia contra Zin por abuso y acoso por parte de varias mujeres. En 2020 la doctora Mariana Lestelle denunció judicialmente a  Claudio Zin por acoso.

Zin trabajó como asesor de  la multinacional The Coca-Cola Company y la farmacéutica Novartis, entre otras.
Fue director del Consejo de Hipertensión arterial de la Sociedad Argentina de Cardiología. Es miembro del Comité Ejecutivo de la Fundación Cardiológica Argentina perteneciente a dicha institución y, por otra parte, ejerce el cargo de director de los programas de salud de la Fundación Educando.
En 2012 viajó a la ciudad de Roma, donde tuvo un encuentro con el Papa Benedicto XVI.
A partir del 20 de agosto de 2020, Zin, como compañero de radio y televisión del periodista Eduardo Feinmann, quien informó haber dado positivo en la prueba de COVID-19, debió ausentarse de su trabajo en los medios y aislarse preventivamente.
El 25 de agosto, luego de realizarse dos hisopados, Zin fue también diagnosticado con COVID-19. Sin síntomas y luego de una breve internación en el Sanatorio Trinidad de San Isidro, continuó el período de recuperación en su domicilio.
El 12 de septiembre, Zin se reincorporó presencialmente a su trabajo televisivo en el programa especial de A24 sobre el coronavirus, siendo felicitado públicamente por todos sus compañeros. [cita requerida]Zin agradeció el apoyo de quienes lo acompañaron y lo ayudaron a superar la enfermedad, entre ellos, a su colega, el Dr. Roberto Debagg, infectólogo argentino y divulgador científico destacado durante la pandemia.

## Televisión
Zin logró hacerse más conocido en la TV, entre ellos periodista médico del canal de cable C5N.
En el año 2009 trabajó junto a Alejandro Fantino en el programa Animales sueltos, emitido por Canal América. También formó parte del equipo del noticiero de Telenueve por Canal 9.
En marzo de 2018 participó en el programa El Noticiero de A24, conducido por Eduardo Feinmann.
A partir del año 2021, se trasladó junto a Eduardo Feinmann al canal La Nación +.

## Radio
Desde febrero de 2020 trabaja en Radio Rivadavia con Eduardo Feinmann, de 9 a 12.

## Obra publicada
En 2007 publicó Lo que hay que saber para mantenerse sano.

## Política
Durante el mandato del expresidente Carlos Saúl Menem formó parte del Departamento de Relaciones Institucionales y Comunicación Social de la Administración Nacional de Medicamentos, Alimentos y Tecnología Médica. En 2007 fue designado por Daniel Scioli, en ese entonces Gobernador de la Provincia de Buenos Aires como Ministro de Salud. Si bien bajo su gestión circularon denuncias por fraude al Estado a través de reintegros por tratamientos de alta complejidad no prestados, falsificación y venta de remedios robados, el exministro negó ante la Justicia que su cartera haya comprado medicamentos a las droguerías involucradas e incluso el juez de la causa declaró que la causa lo tenía como sospechoso Zin renunció al cargo a fines de 2009 reconociendo que era un cargo para el que no estaba preparado y que estaba cansado físicamente.En 2011 fue citado  por el juez federal Norberto Oyarbide y pidió postergar su indagatoria en la causa en la que se investiga el tráfico de medicamentos adulterados, tras lo cual fue imputado.Poco después fue desvinculado por el gobernador al descubrirse diversos casos de corrupción protagonizados por Zin. Las imputaciones en su contra fueron diversas, entre ellas, la causa en la que se investiga un fraude al Estado a través de reintegros por tratamientos de alta complejidad no prestados, falsificación y venta de remedios robados. En dicha causa fueron detenidos varios empresarios.
En las elecciones italianas de 2006 se postuló como líder en la lista del partido Unione di Centro como representante de América del Sur en la Cámara de Diputados para la división  pero no fue elegido.
En 2010 ocupa el cargo de vicepresidente del Movimiento Asociativo de Italianos en el Extranjero (MAIE) siendo elegido senador, cargo que ocupó hasta 2018.

## Honores
En 1998 se le entregó el Premio de la Fundación Huésped por su contribución a la difusión de información del SIDA.
En diciembre de 2011 fue distinguido con el nombramiento del Hospital Materno-Infantil "Dr. Claudio Zin", ubicado en la localidad de Pablo Nogués, del partido bonaerense de Malvinas Argentinas.
En octubre de 2012 se le entregó el premio Martín Fierro honorífico de televisión por cable al cumplir las bodas de plata de trayectoria en este medio.
En 2012, la Sociedad Argentina de Periodismo Médico (Sapem) presidida por el oncólogo Mario Bruno le otorgó a Zin una membresía honoraria y desde 2014 forma parte del comité internacional de dicha sociedad de periodismo médico que se expandió más allá de Argentina.

## Controversia
En un tuit en el dia del inmigrante italiano, tuvo un mensaje racista contra la comunidad peruana.